# Sokrates Scholastikos
Sokrates Scholastikos (græsk: Σωκράτης Σχολαστικό Socrates Scholasticus; ca. 380 – ca. 440) var en senantik teolog og kirkehistoriker, der skrev en kirkehistorie i syv bind, forfattet på gammelgræsk. Værket, Εκκλησιαστική Ιστορία (Ekklesiastiké Historía), kaldes på latin Historia ecclesiastica ("Kirkehistorie").
Sokrates havde Helladius og Ammonius Grammaticus som lærere, og han modtog teologisk påvirkning fra den Origenes, der ofte anses for ikke at have været helt rettroende. Sokrates kunne vise forståelse for kætterske meninger uden dog selv at forlade den rette lære. Han levede som jurist i Konstantinopel.
Hans Kirkehistorie skal ses som en fortsættelse af Eusebius af Cæsareas kirkehistorie, og den behandler tidsrummet fra begyndelsen af det 4. århundrede til begyndelsen af det 5. århundrede i kronologisk rækkefølge (årene mellem 305 og 329 i annalistisk form).
Hans kilder var kirkehistorier af Eusebius' og Rufinus' (som igen bygger på Gelasius af Caesarea), desuden historikeren Eutropius samt kirkefædrene Athanasius og Gregor fra Nazianz. Derudover benyttede han oplysninger og beretninger fra sin egen tid (biskoplister, koncilbeslutninger, Konstantinopels krønike) og inddrog også mundtlige beretninger og egne oplevelser.
Sokrates omarbejdede sin Kirkehistorie en enkelt gang i sin levetid, og det er kun denne senere udgave, der er bevaret fuldstændigt. Derimod findes der rester af den oprindelige udgave på armensk.
Kirkehistorien er en vigtig kilde til historien i den mellemste og sidste del af det 4. århundrede og den første del af det 5. århundrede. Den blev senere grundlag for andre kirkehistoriske værker (Sozomenos, Theodorus Lector og Epiphanios af Salamis).

## Eksterne links
- Schaff, Philip: The Nicene and Post-Nicene Fathers. Indeholder en komplet engelsk oversættelse af Socrates kirkehistorie. (engelsk)
- Kirchengeschichte des Sokrates (engelsk)
- De Socrate Scholastico i Lexicon Bibliographico ac Biographico Ecclesiae (tysk)